# オオバセンキュウ
オオバセンキュウ（大葉川芎、学名：Angelica genuflexa）はセリ科シシウド属の多年草。別名、エゾオオバセンキュウ、ホソバエゾセンキュウ。

## 特徴
茎は太く中空で、直立し、上部は分枝して、高さは60-180cmになる。葉は1-2回3出羽状複葉になり、小葉は長卵形から広披針形で薄く、縁は重鋸歯になる。茎につく葉は互生し、葉軸の下部の羽片の先が弓状に曲がり、下方を向く。
花期は7-9月。茎頂か、分枝した先端に複散形花序をつける。花は白色の5弁花で、花弁の背面に毛があり、萼歯片はない。複散形花序の下に総苞片はなく、小花序の下にある小総苞片は線形で数個ある。果実は広楕円形になり、毛がある。分果の側隆条は薄い翼状に広がる。

## 分布と生育環境
日本では、北海道、本州中部地方以北に分布し、山地のやや湿った谷間や湿原などに生育する。世界では千島、樺太、カムチャツカ、アリューシャン、アラスカ、北アメリカに分布する。

## シノニム
- Angelica genuflexa Nutt. subsp. refracta (F.Schmidt) M.Hiroe
- Angelica genuflexa Nutt. var. multinervis (Koidz.) M.Hiroe
- Angelica refracta F.Schmidt

## ギャラリー
- 複散形花序
- 総苞片はなく、小総苞片はある。
- 茎葉は先が弓状に曲がる。
- 根出葉